# Portugiesisches Kammerorchester

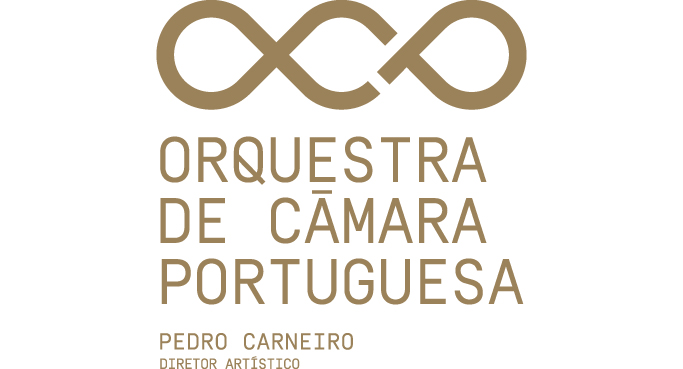
OCP-Logo

Das Portugiesische Kammerorchester (portugiesisch Orquestra de Câmara Portuguesa, OCP) ist ein 2007 gegründetes Kammerorchester mit Sitz in Oeiras, Portugal.

## Geschichte, Profil
Das Portugiesische Kammerorchester wurde am 5. Juli 2007 gegründet. Sein künstlerischer Leiter ist Pedro Carneiro, er möchte damit junge portugiesische Musiker fördern. Das erste öffentliche Konzert fand am 13. September 2007 im Kulturzentrum Centro Cultural de Belém in Lissabon statt. Es eröffnete damit die Konzertsaison 2007/2008 des Kulturzentrums, ebenso wie später 2010/2011. Zunächst war es Partner-Orchester und seit 2008 Residenz-Orchester des Kulturzentrums.
Das Orchester nimmt regelmäßig am jährlichen Festival „Días de la Música de Belém“ im Centro Cultural de Belém teil. Es arbeitete mit Dirigenten wie Pedro Amaral, Luís Carvalho, Alberto Roque und José Luis Gómez, Komponisten wie Emmanuel Nunes und Sofia Gubaidulina und Solisten wie Pedro Neves, Jorge Moyano, Cristina Ortiz, Sergio Tiempo, Gary Hoffman, Filipe-Pinto Ribeiro, Carlos Alves, Heinrich Schiff und António Rosado.
Das Kammerorchester eröffnete das erste Festival de las Artes de Coimbra und trat in Städten wie Almada, Castelo Branco und Vila Viçosa und bei den Festivals von Alcobaça, Leiria und Paços de Brandão ebenso wie in Lissabon in den Neujahrskonzerten und im Festival Al Largo des Teatro Nacional de São Carlos auf.
Sein internationales Debüt gab das Orchester 2010 beim City of London Festival.

## Soziale Projekte, Förderer
Das Portugiesische Kammerorchester leitet verschiedene soziale Projekte: O meu amigo toca na OCP, OCPsolidária, OCPzero und OCPdois.
OCPzero ist ein Orchester aus Musikstudenten des ganzen Landes und ist ein erster Schritt zur Bildung eines portugiesischen Jugendorchesters. Seit Mai 2013 ist es Mitglied der European Federation of National Youth Orchestras. Linklaters Portugal war der erste private Sponsor, er förderte 2010 den Start des OCPzero.
Seit Ende 2012 sponsert die Stiftung Calouste Gulbenkian das Projekt OCPsolidaria in Cercioeiras, einem Projekt für Bildung und Rehabilitation.
Die Stadt Oeiras hat 2013 mit dem Portugiesischen Kammerorchester vereinbart, eine alte Grundschule in Algés als Sitz und Gebäude für das Orchester bereitzustellen.